# Koupon (satellite)
Koupon 1 (en russe : Купон) est un satellite de télécommunication géostationnaire russe construit par Lavotchkine lancé le 12 novembre 1997 par une fusée Proton-K / Blok-DM-2M depuis le cosmodrome de Baïkonour. L'ordinateur de bord est tombé en panne peu après que le satellite a atteint l'orbite géostationnaire, le rendant inutilisable.

## Historique
Le satellite appartenait à la Banque centrale de la fédération de Russie et avait pour mission de retransmettre des informations bancaires depuis le réseau Bankir, le segment spatial du réseau unifié de télécommunications de la Banque de Russie. Le 12 mars 1998, le répéteur a été éteint pour cause de perte de contrôle. La compagnie d'assurance Ingosstrakh (en) a payé 85 millions $. Au total, trois satellites de ce type devaient être mis en orbite, mais après la perte du premier, le projet a été abandonné.

## Caractéristiques
Construit par Lavotchkine en coopération avec NPO Elas (transpondeurs), le satellite était basé sur la plate-forme US-KMO. Il avait une masse de lancement de 2500 kg et comportait 16 transpondeurs en bande Ku. Il avait la capacité de gérer jusqu'à 10 000 transactions simultanément. La correction d'orbite était assurée par un propulseur à effet Hall SPD-70. Le système de gestion a été développé par Kharkov Khartron-Arkos.